# Ferrarino Trogni da Ferrara

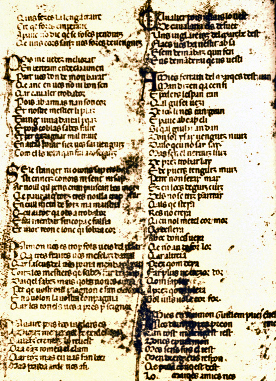
Biblioteca Laurenziana, cançoner P; tensó de Ferrarino amb Raimon Guillem, a la columna B

Ferrarino Trogni da Ferrara (també conegut com a Ferrarí de Ferrara) (...1310 - 1330...) fou un dels darrers trobadors que compongueren poesia trobadoresca en occità. Se'n conserva només una composició i és conegut sobretot com a autor d'un florilegi de la literatura trobadoresca que es troba en el cançoner D.

## Vida
Ferrarino fou originari de Ferrara. S'han trobat documents d'arxiu que permeten identificar-lo amb Ferrarino Trogni da Ferrara, a qui es dona el títol de "mestre", que es documenta a Pàdua encara el 1330, i pare de Guizzardo, notari.
A la fi del cançoner D, s'hi troba un florilegi de la literatura trobadoresca recollit per Ferrarino. Encapçala el florilegi una vida que ens informa de la seva biografia. Segons la vida, molt laudatòria, havia estat joglar i era el millor coneixedor de la llengua provençal de Llombardia. Havia estat sempre resident a la casa d'Este i donava consells als joglars i trobadors sobre la llengua. La vida informa que feu dues cançons i una retroencha, i bastants sirventesos i coblas. Però només en conservem una cobla, amb una estructura mètrica prou complexa, de resposta a una altra d'un tal Raimon Guillem, i transmesa pel cançoner P. La vida encara informa d'un amor juvenil de Ferrarí amb una dama de la família dels Turchi i del fet que, quan era vell, visitava a Treviso Girardo da Camino i els seus fills, que l'acollien molt bé. Com que Girardo va morir el 1307 i Ferrarí aparentment ja era vell quan el visitava, se suposa que seria realment molt gran (uns 80 anys, segons Bertoni) quan es documenta encara el 1330 a Pàdua.

## Florilegi
Com s'ha dit, Ferrarino da Ferrara fou autor d'un florilegi (antologia de fragments, normalment primeres estrofes) de la poesia trobadoresca que constitueix la darrera secció del cançoner D. Sobre el florilegi, la vida indica que fes un estrat de tutas las canços des bos trobadors del mon e de chadaunas canços o serventes tras I cobla o II o III, aqelas che portan las sentenças de las canços e o son tuit li mot triat. Et aqest estrat e scrit isi denan; et en aqest estrat non vol meter nullas de las soas coblas ("feu un extracte de totes les cançons dels bons trobadors del món i, de cada cançó o sirventès, n'extragué una cobla, o dues o tres, les que porten les sentències de les cançons i on els mots són escollits. I aquest extracte està escrit aquí, i en ell no hi va voler posar cap de les seves cobles").

## Obra poètica
Se'n conserva només una cobla de debat amb Raimon Guillem, sobre la generositat dels senyors de la casa d'Este.

### Cobla
- (229,1a = 150,1)[2] Amics Ferrairi, / Del Marqes d'Est van. La cobla de Ferrarino comença: Amics en Raimon / Guillem, pueis entrest

### Edicions
- Giulio Bertoni, "La tenzone di Raimon Guillem e Ferrarino da Ferrara", Archivum Romanicum 1 (1917), pp. 92-100

### Repertoris
- Alfred Pillet / Henry Carstens, Bibliographie der Troubadours von Dr. Alfred Pillet […] ergänzt, weitergeführt und herausgegeben von Dr. Henry Carstens. Halle : Niemeyer, 1933 [Ferrarino da Ferrara és el número PC 150]
- Guido Favati (editor), Le biografie trovadoriche, testi provenzali dei secc. XIII e XIV, Bologna, Palmaverde, 1961, pàg. 353
- Martí de Riquer, Vidas y retratos de trovadores. Textos y miniaturas del siglo XIII, Barcelona, Círculo de Lectores, 1995 p. 319-320 [Reproducció de la vida, amb traducció a l'espanyol]